# Pratapa calculis
Pratapa calculis är en fjärilsart som beskrevs av Druce 1895. Pratapa calculis ingår i släktet Pratapa och familjen juvelvingar. Inga underarter finns listade i Catalogue of Life.